# Powiat Międzyrzecki
Der Powiat Międzyrzecki ist ein Powiat (Kreis) in der polnischen Woiwodschaft Lebus. Er hat eine Fläche von 1.387,61 km², auf der 59.000 Einwohner leben.

## Wappen
Beschreibung: In Rot zwischen zwei silbernen Wellenbalken ein goldgeschnäbelter silberner Adlerkopf.

## Städte und Gemeinden
Der Powiat umfasst sechs Gemeinden.
Stadt-und-Land-Gemeinden:
- Międzyrzecz (Meseritz)
- Skwierzyna (Schwerin an der Warthe)
- Trzciel (Tirschtiegel)

Landgemeinden:
- Bledzew (Blesen)
- Przytoczna (Prittisch)
- Pszczew (Betsche)